# BOOM (programa de televisión)
BOOM (antes conocido como SUB: Soy un boom) fue programa venezolano de producción nacional independiente informativo-juvenil, transmitido desde 2011 hasta 2017 basado en la información generada por Internet y redes sociales, siendo llevado a la televisión.
Producido por Dave Capella y Adriana Rosmar, quienes lo convirtieron en el programa tendencia y el primero en Venezuela en ser grabado en su totalidad con celulares.

## Formato
Este programa ofrece un contenido de noticias, entrevistas, eventos nacionales e internacionales que puedan ser de interés al público. Contiene segmentos de farándula, música, tecnología, deporte, chismes, curiosidad, mitos, entre una amplia gama de secciones.
BOOM se destaca en la interacción con las redes sociales, donde las variadas noticias son encontradas en las cuentas de Twitter, Instagram y Facebook. Esto permite que el público lo siga en todo momento, sin despegarse de sus computadoras, tabletas o celulares inteligentes.
El programa cuenta también con la ayuda de un grupo de jóvenes expertos en la producción juvenil y contenido para todo público, buscando y transmitiendo variedades de noticias en las redes sociales que sean, sorprendentes, interesantes y sobre todo agradables para sus seguidores.

## Animadores
Sus últimos presentadores fueron Dave Capella, Francisco León, Sarah Dávila, Anthony Yzarra y Aristsy Belzares.
Antes contó con la participación de Yessi Hernández, Rosangélica Piscitelli, Yubely Archury, Irene Arechavaleta, Estefany Oliveira, Pedro Bustamante, Jorge Rodríguez, Bianca Rosales, Pedro Scutaro y Alfredo Gutiérrez.

## Emisión
Su emisión empezó principalmente el 22 de agosto de 2011 por Canal I con la duración de 2 hora de 17:00 hasta las 19:00 h. Luego pasó a La Tele desde el 7 de octubre de 2013, teniendo una duración de 1 hora de lunes a viernes de 17:00 a 18:00 h. Tras el cierre de La Tele en 2014, el programa pasa a transmitirse el 13 de junio de 2015 por Venevisión Plus, en el horario de la 12 del mediodía.
Para el 16 de noviembre de 2016 el programa se empieza a emitir por Venevisión en el horario de las 22 hrs. todos los sábados. Durante esta etapa logró ser Trending Topic en diversas ocasiones. El programa finalizó el 17 de diciembre de 2017.